# Truppe da montagna

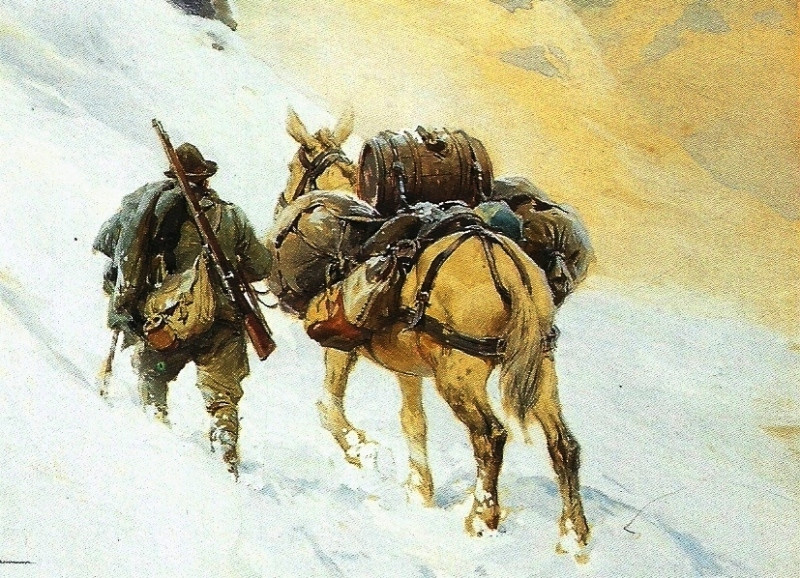
Un esempio di truppe da montagna, un Alpino italiano con un mulo.

Le truppe da montagna sono reparti specifici delle forze armate (normalmente inquadrati negli eserciti di terra) il cui compito è di operare in ambienti montani, e quindi in grado di effettuare con successo una guerra in montagna per osservare e superare le linee di difesa nemiche.

## Storia

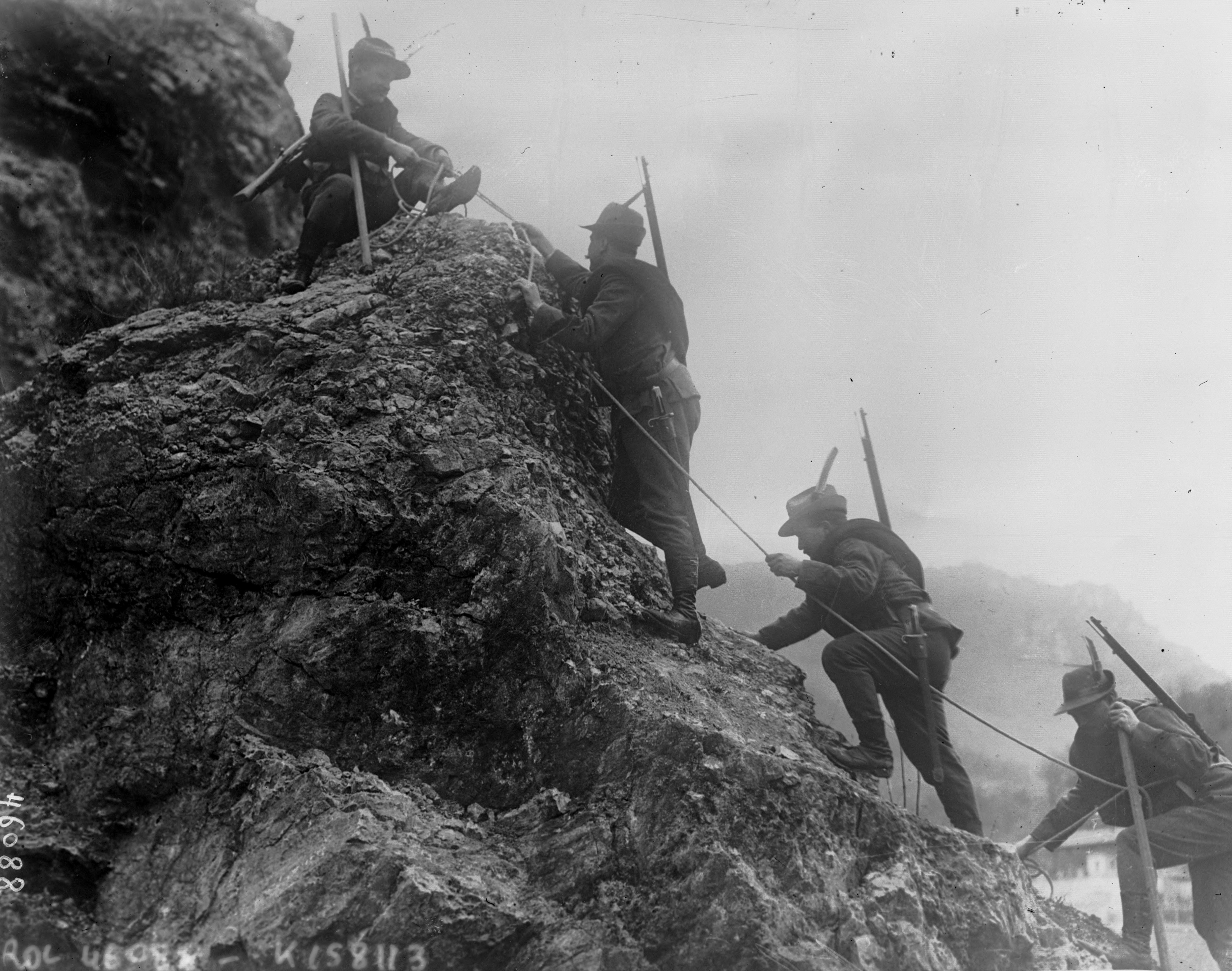
Un'unità degli Alpini italiani impegnati in una scalata nel 1915

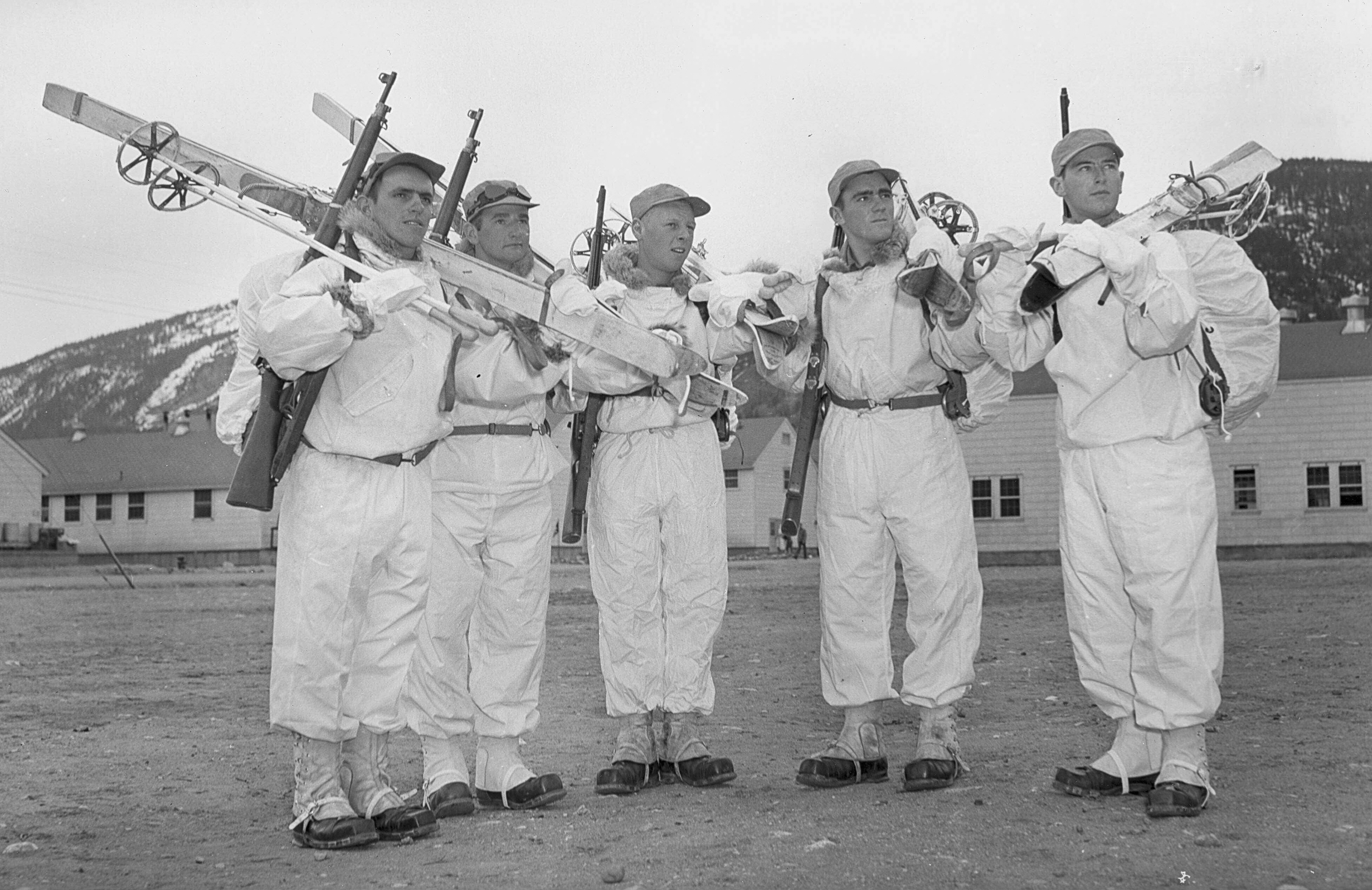
Militari della 10th Mountain Division in addestramento nel 1943

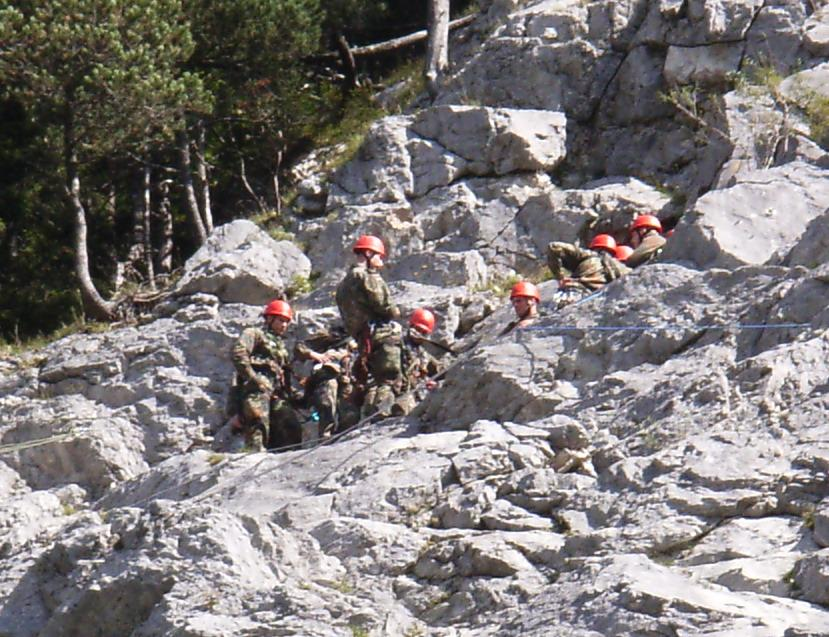
Un'unità di Gebirgsjäger del Heer

L'impiego delle prime truppe da montagna si può ricondurre nel Medioevo, dopo che le monarchie europee trovarono difficoltà a contrastare le armate svizzere nelle Alpi. Anche durante la campagna italiana di Napoleone Bonaparte venne impiegata una sorta di truppa da montagna, durante l'Insorgenza tirolese del 1809. Un altro esempio è l'Ejército de los Andes, in grado di effettuare la traversata delle Ande guidate dal Gen. José de San Martín nel 1817, dove una divisione riuscì a sfondare la linea nemica ad un'altezza di circa 5000 metri.
Il vero e proprio esordio delle truppe da montagna avvenne durante la prima guerra mondiale, dove alcune delle nazioni coinvolte avevano i propri confini naturali lungo le creste di alta montagna. Per la loro difesa era necessario dotarsi di soldati appositamente addestrati per riuscire a sopravvivere in ambienti tipicamente montani dove le impervie condizioni legate al clima, alla neve, ai ghiacciai e alle problematiche capacità di approvvigionamento rendevano difficili le operazioni; ulteriore problema era il trasporto delle pesanti artiglierie sulle vette di montagne.
In quel periodo si ebbero i primi scontri tra il Regno d'Italia contro l'Impero austro-ungarico e l'Impero tedesco che nell'area dolomitica si fronteggiarono per anni: è il caso della Guerra Bianca dove si scontrarono gli Alpini contro i k.k. Landesschützen e l'Alpenkorps. In questo particolare contesto le truppe da montagna perivano più per seracchi, tormente di neve, valanghe, inedia e assideramenti causati dalle temperature a volte di 40° sotto lo zero.
Le truppe da montagna furono fondamentali anche durante la seconda guerra mondiale ad esempio, durante l'operazione Rentier ("renna"), un'offensiva tedesca volta a garantire le miniere di nichel intorno Petsamo in Finlandia, contro un attacco sovietico in caso di una rinnovata guerra tra la Finlandia e l'Unione Sovietica. Sempre sul fronte finlandese dal 1941 combatterono le divisioni da montagna tedesche (Gebirgs division) contro i russi.
Altro esempio è l'operazione Gauntlet ("guanto d'arme"), nome in codice di un'incursione inglese compiuta tra il 25 agosto e il 3 settembre 1941, nella Norvegia occupata dai tedeschi, nell'abito delle operazioni del teatro dell'Artico.
Gli eserciti delle varie nazioni impiegarono truppe da montagna anche nel corso di eventi più recenti; alcuni esempi furono il Conflitto del Kashmir, la Guerra delle Falkland e la Guerra in Afghanistan.

## Caratteristiche

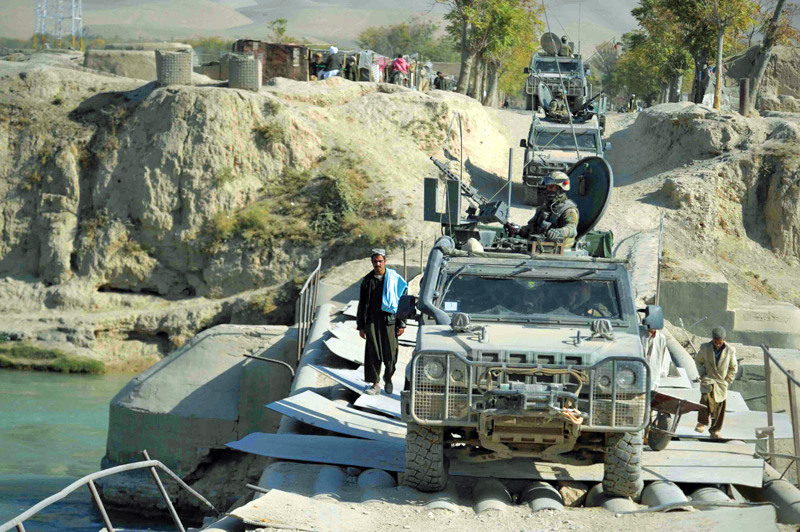
Un'unità di Alpini in Afghanistan

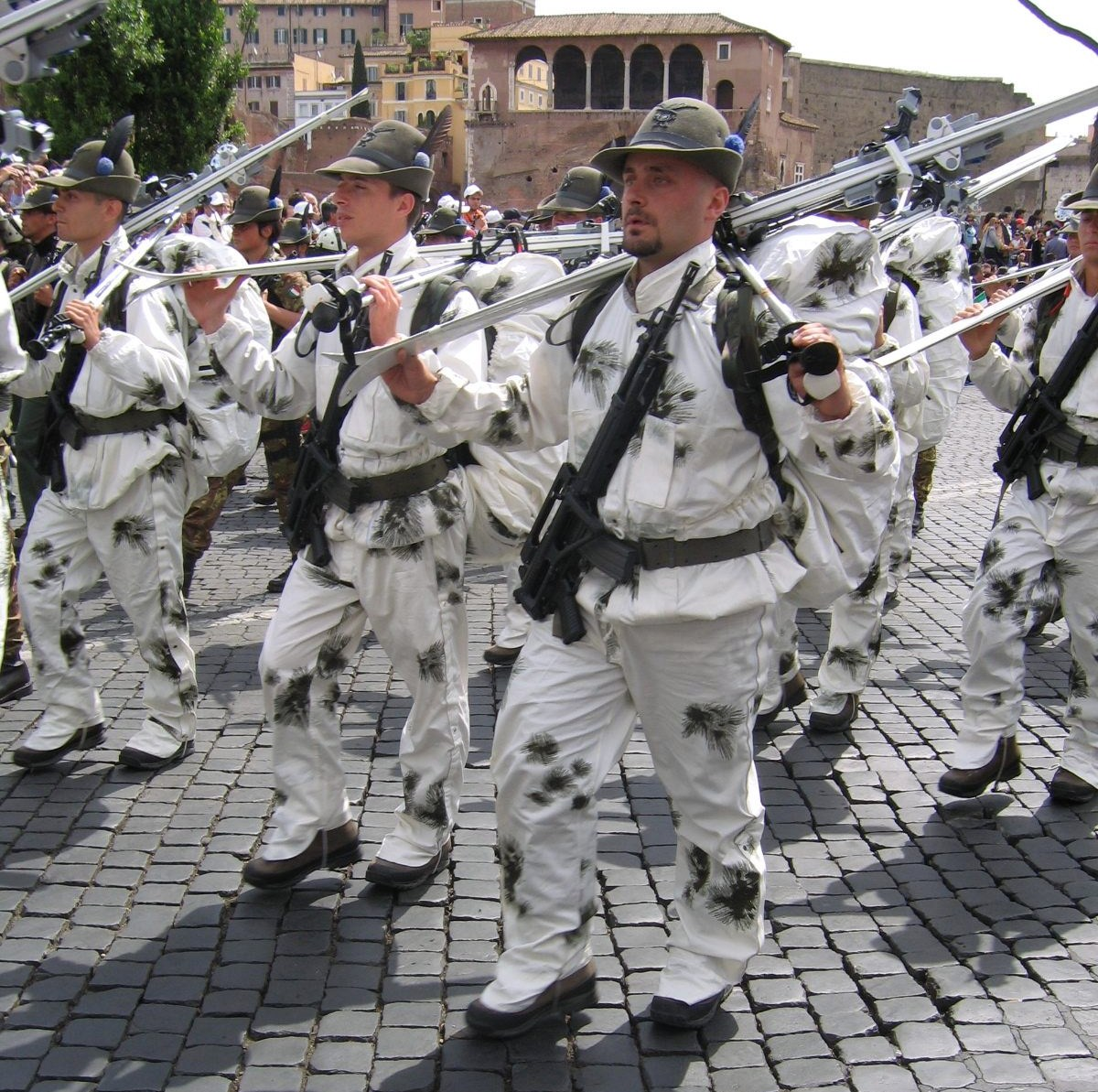
Alpini del 9º reggimento in parata il 2 giugno 2006

Questo tipo di truppe generalmente operano raggruppate in piccoli plotoni specializzati che, con azioni rapide, hanno il compito di sorvegliare o superare le difese nemiche. Tali gruppi sono solitamente equipaggiati durante il periodo invernale con una divisa e sci di color bianco per mimetizzarsi meglio con l'ambiente, mentre durante la stagione estiva utilizzano tute mimetiche che meglio si adattano al camuffamento nell'ambiente circostante. Il camuffamento ha come obiettivo principale di ingannare il nemico riguardo alla presenza, posizione e movimento delle truppe nemiche. Tra le tecniche più utilizzate vi sono l'annullamento delle ombre, la "rottura" delle linee umane, il mimetismo e il camuffamento accecante, ovvero dato che la vista è il principale organo di senso, il camuffamento si concentra sullo sviare e ingannare l'occhio umano.
Delle truppe da montagna (unità di fanteria) rientra a far parte anche l'artiglieria da montagna, dove si utilizzano armi come gli obici o i mortai, che di solito si possono smontare in pacchi più piccoli, per trasporto via cavallo, persona, mulo, trattore, o camion. Gli obici e i mortai sono un'arma da fuoco che appartiene si all'artiglieria ma viene impiegata per il "tiro indiretto" (o "curvo") sui bersagli.

## Reparti
| Emblema | Corpo                                  | Data        | Nazione                                   |
| ------- | -------------------------------------- | ----------- | ----------------------------------------- |
|         | 10th Mountain Division                 | 1943        | Stati Uniti                               |
|         | Alpenkorps                             | 1915 - 1918 | Germania                                  |
|         | Reparti alpini                         | 1872        | Italia Repubblica Sociale Italiana Italia |
|         | k.k. Gebirgstruppe k.k. Landesschützen | 1906        | Impero austriaco Austria                  |
|         | Vânători de munte                      | 1916        | Romania                                   |
|         | Gebirgsjäger                           | 1938        | Germania Germania Ovest Germania          |
|         | Special Frontier Force                 | 1962        | India                                     |